# Ho tanta voglia di cantare
Ho tanta voglia di cantare è un film del 1943 diretto da Mario Mattoli.